# Dormer-Zwergfledermaus
Die Dormer-Zwergfledermaus (Scotozous dormeri) ist eine Fledermausart in der Familie der Glattnasen (Vespertilionidae). Sie wurde zeitweilig in der Gattung der Zwergfledermäuse (Pipistrellus) geführt. Neuere Werke listen sie in der monotypischen Gattung Scotozous.
Die Art ist nach dem britischen Offizier James Charlemagne Dormer benannt, unter dessen Kommando George Edward Dobson in Indien als Sanitäter tätig war.

## Merkmale
Die Art erreicht eine Kopfrumpflänge von etwa 52 mm sowie eine Schwanzlänge von 35 bis 38 mm. Die Unterarme sind 34 bis 36 mm lang. Auf der Oberseite hat das Fell aufgrund silbriger Haarspitzen eine silbergraue Farbe, die Unterseite ist hellgrau bis weiß. Scotozous dormeri besitzt meist nur zwei obere Schneidezähne, was sie von den Zwergfledermäusen unterscheidet. Sollten vier Schneidezähne im Oberkiefer vorhanden sein, sind diese stark verkleinert.

## Verbreitung und Lebensweise
Diese Fledermaus kommt mit mehreren voneinander getrennten Populationen in Indien und Pakistan vor. Sie erreicht grenznahe Bereiche Bangladeschs. Die Dormer-Zwergfledermaus hält sich im Flachland und im Gebirge bis 2000 Meter Meereshöhe auf. Sie bewohnt vorwiegend trockene Landwirtschaftsgebiete und Stadtränder.
Am Ruheplatz versammeln sich kleinere Kolonien mit 2 bis 24 Individuen. Sie nutzen Felsspalten, Baumhöhlen, Gebäude und Grabmäler als Versteck. Die Dormer-Zwergfledermaus jagt verschiedene Insekten, wie Käfer, fliegende Termiten, Heuschrecken und Nachtfalter. Die Zusammensetzung der Beute ist abhängig von der Jahreszeit. Vermutlich gibt es keine abgegrenzte Paarungszeit.

## Status
Der Einsatz von Pestiziden in der Landwirtschaft, die von der Fledermaus mit der Nahrung aufgenommen werden, kann sich negativ auf den Bestand auswirken. Weitere nennenswerte Bedrohungen sind nicht bekannt. Die Weltnaturschutzunion (IUCN) listet die Dormer-Zwergfledermaus als nicht gefährdet (Least Concern).